# Upały
Upały (niem. Hundstage) – austriacki dramat filmowy z 2001 roku w reżyserii Ulricha Seidla. W filmie wystąpili zarówno aktorzy zawodowi, jak i naturszczycy.
Obraz zdobył Grand Prix Jury, czyli drugą nagrodę w konkursie głównym, na 58. MFF w Wenecji. Był również nominowany do Europejskiej Nagrody Filmowej dla odkrycia roku. Na ekrany polskich kin film wszedł 10 stycznia 2003 roku.

## Fabuła
Na fabułę składa się sześć przenikających się historii, rozgrywających się na przedmieściach Wiednia w ciągu kilku nadzwyczaj upalnych letnich dni. 

## Obsada
- Maria Hofstätter – autostopowiczka
- Erich Finsches – staruszek
- Gerti Lehner – gospodyni u staruszka
- Franziska Weisz – młoda kobieta
- Rene Wanko – chłopak młodej kobiety
- Victor Rathbone – były mąż
- Claudia Martini – żona byłego męża
- Christine Jirku – nauczycielka
- Viktor Hennemann – kochanek
- Alfred Mrva – montażysta systemów alarmowych
- Georg Friedrich – kolega kochanka[3]

## Produkcja
Zdjęcia kręcono w Wiedniu.